# Cyathissa pallida
Cyathissa pallida är en fjärilsart som beskrevs av Smith 1902. Cyathissa pallida ingår i släktet Cyathissa och familjen nattflyn. Inga underarter finns listade i Catalogue of Life.